# Rio Ururaí
Rio Ururaí é um rio brasileiro que banha o estado do Rio de Janeiro, Interligando as lagoas de Cima e Feia.
Percorre o município de Campos dos Goytacazes, tendo a sua nascente como origem na Lagoa de Cima; e tem sua foz na Lagoa Feia. Em determinados trechos o rio é usado para a prática de pesca esportiva. Atualmente, nota-se a poluição desse rio nos arredores da localidade de Ururaí, devido ao despejo de efluentes domésticos sem tratamento, resíduos sólidos e, alteração da mata ciliar, como conseqüência da construção de residências. A população se relaciona diretamente com o rio, utilizando-o para recreação (banho) e alimentação (pesca).
No período Imperial, João Carneiro da Silva recebeu o título nobiliárquico de Barão de Ururaí pois possuía fazendas nas margens da Lagoa Feia, sendo o rio Ururaí a principal fonte de água doce desta lagoa é compreensível o uso desta toponímia para designar o barão. Posteriormente este mesmo título foi usado para designar o seu sobrinho, Manuel Carneiro da Silva.